# Carte Blanche
Carte Blanche és el segon àlbum d'estudi del DJ/productor francès DJ Snake, publicat el 26 de juliol del 2019 a través de Geffen Records.
Inclou els senzills Magenta Riddim, Loco Contigo (amb J Balvin i Tyga), Taki Taki (amb Selena Gomez, Ozuna i Cardi B), Try Me, Southside, Enzo (amb Sheck Wes, Offset, 21 Savage i Gucci Mane) i Fuego (amb Sean Paul i Anitta), així com altres col·laboracions amb artistes com Zhu, Tchami, Mercer, Gashi o Majid Jordan.

## Promoció
DJ Snake va anunciar el títol, la data de llançament i la portada del disc el 16 de Juliol de 2019

## Tracklist
Adaptat d'Apple Music.
| No.            | Títol                                                              | Autors | Productors                             | Duració |
| -------------- | ------------------------------------------------------------------ | --- | -------------------------------------- | ------- |
| 1.             | "Butterfly Effect"                                                 | William Grigahcine | DJ Snake                               | 3:24    |
| 2.             | "Quiet Storm" (with Zomboy)                                        | - Grigahcine - Joshua Jenkin                                                                                           | - DJ Snake - Zomboy                    | 3:45    |
| 3.             | "When the Lights Go Down"                                          | Grigahcine | DJ Snake                               | 3:48    |
| 4.             | "Recognize" (featuring Majid Jordan)                               | - Grigahcine - Krystin Watkins - Parrish Warrington - Diederik van Elsas                                               | - DJ Snake - Trackside                 | 3:34    |
| 5.             | "No More" (featuring ZHU)                                          | - Grigahcine - Henry Allen - Kennedi Lykken - Andrew Jackson - Ian Kirkpatrick                                         | - DJ Snake - King Henry                | 2:46    |
| 6.             | "Made in France" (with Tchami, Malaa and Mercer)                   | - Grigahcine - Martin Bresso - Malaa - Nicolas Mercier                                                                 | - DJ Snake - Tchami - Malaa - Mercer   | 4:11    |
| 7.             | "Enzo" (with Sheck Wes featuring Offset, 21 Savage and Gucci Mane) | - Grigahcine - Khadimou Fall - Radric Davis - Kiari Cephus - Sheyaa Abraham-Joseph - Coby Rhodes                       | - DJ Snake - Yung Lunchbox - Sickdrumz | 4:08    |
| 8.             | "Smile" (featuring Bryson Tiller)                                  | - Grigahcine - Bryson Djuan Tiller - Omar Walker - Donny Flores                                                        | - DJ Snake - Major Seven - King Bnjmn  | 3:18    |
| 9.             | "Try Me" (with Plastic Toy)                                        | - Cyril Nowakowski - Grigahcine                                                                                        | - Plastic Toy - DJ Snake               | 3:18    |
| 10.            | "Loco Contigo" (featuring J Balvin and Tyga)                       | - Grigahcine - Jose Balvin - Justin Quiles - Michael Stevenson                                                         | DJ Snake                               | 3:05    |
| 11.            | "Taki Taki" (featuring Selena Gomez, Ozuna and Cardi B)            | - Grigahcine - Ava Brignol - Jordan Thorpe - Belcalis Almanzar - Vicente Saavedra - Gomez - Juan Rosado - Juan Vasquez | DJ Snake                               | 3:32    |
| 12.            | "Fuego" (with Sean Paul and Anitta featuring Tainy)                | - Grigahcine - Marco Masis - Michael Sabath - Christpher Chill - Camilo                                                | - DJ Snake - Tainy                     | 3:15    |
| 13.            | "Magenta Riddim"                                                   | Grigahcine | DJ Snake                               | 3:14    |
| 14.            | "Frequency 75"                                                     | - Grigahcine - Jacob Osher - Jeremy Fossy - Brendan Long - Reginald Noble - Ramirez Javier Jr.                         | DJ Snake                               | 4:26    |
| 15.            | "SouthSide" (with Eptic)                                           | - Grigahcine - Michaël Bella                                                                                           | - DJ Snake - Eptic                     | 4:12    |
| 16.            | "No Option" (featuring Burna Boy)                                  | - Grigahcine - Damini Ogulu - Nicholas Audino - Lewis Hughes                                                           | DJ Snake                               | 3:05    |
| 17.            | "Paris" (featuring Gashi)                                          | - Grigahcine - Labinot Gashi - Brandon Hamlin - Charles Stephens III                                                   | DJ Snake                               | 3:45    |
| Duració total: | Duració total:                                                     | Duració total: | Duració total:                         | 60:46   |

| No.            | Títol                                  | Autors                                                                                            | Productors               | Duració |
| -------------- | -------------------------------------- | ------------------------------------------------------------------------------------------------- | ------------------------ | ------- |
| 18.            | "A Different Way" (featuring Lauv)     | - Grigahcine - Lindy Robbins - Ed Sheeran - Ilsey Juber - Johnny McDaid - Ryan Tedder - Steve Mac | DJ Snake                 | 3:18    |
| 19.            | "Made in China" (with Higher Brothers) | Higher Brothers                                                                                   | - DJ Snake - Richie Souf | 2:51    |
| 20.            | "Let's Get Ill" (with Mercer)          | - Mercer - Jermaine Dupri                                                                         | - DJ Snake - Mercer      | 3:31    |
| Duració total: | Duració total:                         | Duració total:                                                                                    | Duració total:           | 70:     |